# Сирцов Сергій Олександрович
Сергій Олександрович Сирцов (рос. Сергей Александрович Сырцов, нар. 25 жовтня, 1966, Наманган, Узбецька РСР) — російський важкоатлет, дворазовий срібний призер Олімпійських ігор (1992 та 1996 роки), дворазовий чемпіон світу, дворазовий чемпіон Європи. Президент Федерації важкої атлетики Росії (2010—2016).

## Біографія
Сергій Сирцов народився 25 жовтня 1966 року в місті Наманган. Його мама працювала у лікарні медсестрою, а батько був тренером з важкої атлетики. Окрім цього батько спортсмена працював у школі вчителем трудового навчання. Має двох братів Валерія та Олександра. Навчався у школі № 48, а важкою атлетикою почав займатися під керівництвом свого батька. У 1985 році став Майстром спорту СРСР та увійшов до складу юнацької збірної СРСР.
Першого успіху добився у 1989 році, коли став срібним призером чемпіонату світу. У 1990 році на запрошення тренера Вячеслава Пака переїхав у місто Нукус. Під його керівництвом вперше став чемпіоном світу у 1991 році. Вдалі виступи дали йому можливість поїхати на Олімпійські ігри 1992 року та виступити у складі Об'єднаної команди. На самих змаганнях Сирцов встановив новий олімпійський рекорд 412.5 кг. Ідентичний результат показав Кахі Кахіашвілі, але його вага у день змагань була меншою, через що Сирцов став лише срібним прзером.
Згодом переїхав у Таганрог, та почав виступати за збірну Росії. Протягом наступного олімпійського циклу став чемпіоном світу (1994 рік), двічі чемпіоном Європи (1994 та 1995 роки) та двічі срібним призером чемпіонату світу (1993 та 1995 роки). На Олімпійських іграх 1996 року програв лише Тимуру Таймазову, показавши однаковий результат із румунським важкоатлетом Ніколае Владом. Долю срібної та бронзової медалей вирішило те, що вага Сирцова в день змагань була меншою ніж у його конкурента.
Протягом наступних двох років продовжував змагатися, але вагомих досягнень більше не мав. У 1999 році закінчив кар'єру та переїхав у Московську область, почавши тренерську роботу. З 2002 по 2010 рік був старшим тренером юнацької збірної Росії.

## Результати
| Рік              | Місце                   | Вага             | Ривок            | Ривок            | Ривок            | Ривок            | Поштовх          | Поштовх          | Поштовх          | Поштовх          | Загалом          | Місце            |
| Рік              | Місце                   | Вага             | 1                | 2                | 3                | Місце            | 1                | 2                | 3                | Місце            | Загалом          | Місце            |
| Олімпійські ігри | Олімпійські ігри        | Олімпійські ігри | Олімпійські ігри | Олімпійські ігри | Олімпійські ігри | Олімпійські ігри | Олімпійські ігри | Олімпійські ігри | Олімпійські ігри | Олімпійські ігри | Олімпійські ігри | Олімпійські ігри |
| ---------------- | ----------------------- | ---------------- | ---------------- | ---------------- | ---------------- | ---------------- | ---------------- | ---------------- | ---------------- | ---------------- | ---------------- | ---------------- |
| 1992             | Барселона, Іспанія      | до 90 кг         | 177.5            | 185.0            | 190.0            | —                | 217.5            | 222.5            | 222.5            | —                | 412.5            | 2                |
| 1996             | Атланта, США            | до 108 кг        | 185.0            | 190.0            | 195.0            | —                | 225.0            | 230.0            | 230.0            | —                | 420.0            | 2                |
| Чемпіонат світу  |                         |                  |                  |                  |                  |                  |                  |                  |                  |                  |                  |                  |
| 1989             | Афіни, Греція           | до 90 кг         | 177.5            | 185.0            | 187.5            | 1                | 222.5            | 222.5            | 222.5            | 2                | 407.5            | 2                |
| 1991             | Донауешинген, Німеччина | до 90 кг         | 175.0            | 180.0            | 185.0            | 1                | 212.5            | 217.5            | 225.0            | 1                | 410.0            | 1                |
| 1993             | Мельбурн, Австралія     | до 99 кг         | 182.5            | 187.5            | 190.0            | 1                | 217.5            | 222.5            | 222.5            | 2                | 407.5            | 2                |
| 1994             | Стамбул, Туреччина      | до 99 кг         | 182.5            | 187.5            | 192.5            | 1                | 220.0            | 225.0            | —                | 1                | 417.5            | 1                |
| 1995             | Гуанчжоу, Китай         | до 99 кг         | 182.5            | 187.5            | 190.0            | 1                | 220.0            | 225.0            | 227.5            | 2                | 410.0            | 2                |
| 1997             | Чіангмай, Таїланд       | до 105 кг        | 185.0            | 190.0            | 190.0            | 3                | 220.0            | 220.0            | 220.0            | —                | —                | —                |
| 1998             | Лахті, Фінляндія        | до 105 кг        | 185.0            | 190.0            | 190.0            | 6                | 215.0            | 220.0            | 227.5            | 6                | 405.0            | 6                |
| Чемпіонат Європи |                         |                  |                  |                  |                  |                  |                  |                  |                  |                  |                  |                  |
| 1994             | Соколов, Чехія          | до 99 кг         | 190.0            | —                | —                | 1                | 225.0            | —                | —                | 1                | 415.0            | 1                |
| 1995             | Варшава, Польща         | до 108 кг        | 185.0            | —                | —                | 1                | 225.0            | —                | —                | 2                | 410.0            | 1                |